# Ifigenie v Aulidě (Gluck)
Ifigenie v Aulidě (v originále Iphigénie en Aulide) je název opery Christopha Willibalda Glucka z roku 1774. Autorem libreta je Marie François Louis Gand-Le Blanc Du Roullet.

## Hlavní postavy
- Klytaimnestra, královna (soprán)
- Agamemnon, mykénský král (baryton)
- Ifigenie, jejich dcera (soprán)
- Achilles (tenor)
- Kalchas, věštec (bas)
- Artemis, bohyně (soprán)
- Arkas, velitel Agamemnonovy tělesné stráže (tenor)

## Obsah
Opera má tři dějství. Její děj je odvozen z antické pověsti, odehrává se před začátkem trojské války.

### První dějství
Král Agamemnon lamentuje ve vojenském táboře Řeků nad svým osudem – zastřelil kdysi posvátnou laň bohyně Artemis a aby si jí usmířil, slíbil jí obětovat svou dceru Ifigenii. Agamemnon posílá Arka do Mykén, aby lživými pověstmi o nevěře Ifigeniina snoubence Achilla odradil Klytaimnestru a Ifigenii od cesty do tábora. Arkas se ale cestou s oběma ženami mine, takže Ifigenie do tábora přece jen přijde.

### Druhé dějství
Ifigenie a Achilles se chystají vstoupit do chrámu k domnělému svatebnímu obřadu – ve skutečnosti má být Ifigenie obětována. Achilles to zjistí od Arka, rozčílí se a Agamemnona urazí. Ten se v hněvu nejprve chystá splnit slib a Ifigenii obětovat, ale nakonec zvítězí otcovská láska a Agamemnon tajně odesílá Klytaimnestru a Ifigenii zpět do Mykén.

### Třetí dějství
Dav obávající se hněvu bohyně Artemis zabrání Ifigenii v útěku a Ifigenie nakonec pod tlakem veřejného mínění souhlasí s obětí. Na mořském pobřeží u obětiště se strhne bitka, kterou vyvolá Achilles ve snaze osvobodit Ifigenii. V tu chvíli se na scéně objevuje Artemis, která se nechá obměkčit nezištností Ifigenie a nářkem její matky Klytaimnestry – slibuje podporu řeckému vojsku a Ifigenii neusmrtí, pouze nechá odnést pryč.